# Myospila maculiventris
Myospila maculiventris este o specie de muște din genul Myospila, familia Muscidae, descrisă de Malloch în anul 1921. Conform Catalogue of Life specia Myospila maculiventris nu are subspecii cunoscute.